# Episodi di Malibu Rescue
La prima stagione della serie televisiva Malibu Rescue, composta da 8 episodi, è stata interamente pubblicata sul servizio di streaming on demand Netflix il 3 giugno 2019 in tutti i paesi in cui è disponibile.
| n° | Titolo originale                   | Titolo italiano                | Pubblicazione USA | Pubblicazione Italia |
| -- | ---------------------------------- | ------------------------------ | ----------------- | -------------------- |
| 1  | Fresh Off the Bus                  | Appena arrivati                | 3 giugno 2019     | 3 giugno 2019        |
| 2  | Escape from Party Beach            | Fuga dalla festa in spiaggia   | 3 giugno 2019     | 3 giugno 2019        |
| 3  | The Splash and the Furious         | La grande gara sull'acqua      | 3 giugno 2019     | 3 giugno 2019        |
| 4  | Sand and Deliver                   | Parto sulla sabbia             | 3 giugno 2019     | 3 giugno 2019        |
| 5  | Stranger Flings                    | Strane relazioni               | 3 giugno 2019     | 3 giugno 2019        |
| 6  | With a Little Kelp from My Friends | Aiutatemi a rimuovere le alghe | 3 giugno 2019     | 3 giugno 2019        |
| 7  | Pier Pressure                      | A guardia del molo             | 3 giugno 2019     | 3 giugno 2019        |
| 8  | Every Rose Has Its Thornton        | I loschi piani di Thornton     | 3 giugno 2019     | 3 giugno 2019        |